# 食品危害情報総括官
食品危害情報総括官（しょくひんきがいじょうほうそうかつかん）は、日本の廃止された官職のひとつ。

## 概要
食品危害情報総括官は、各中央省庁に設置され、「食の安全」に関する情報を統括する職として位置づけられている。日本国民の生命、財産に影響を及ぼしかねない食品事故情報などの収集、問題分析、対応立案、情報提供を実施することで、国民生活の保護を図っている。日本の官制では局長級のポストとされている。
設置当初は、内閣府2名、文部科学省、厚生労働省、農林水産省各1名の布陣を敷いた。また、各中央省庁の食品危害情報総括官が集まる「食品危害情報総括官会議」が設置されており、政府内での情報の共有化を図っている。

## 経緯
第91代内閣総理大臣福田康夫が提唱した「消費者保護重視政策」に基づき、2008年2月に新設された官職である。従来の中央省庁では「食の安全」に対する責任者が不明確であり、対応の遅れや情報の遺漏が発生しかねないとされていた。そのため、この職を新設することで、「食の安全」に対する責任者の明確化を図り、食品事故問題への迅速かつ確実な対応を企図している。
2008年2月22日、福田康夫内閣の関係閣僚による申し合わせにて、薬物中毒再発防止策の一つとして食品危害情報総括官の設置が提唱された。

## 機能の拡充
2008年9月、福田康夫改造内閣は、食品危害情報総括官に代わり「消費者安全情報総括官」ポストを新設した。このポストは、従来の食品危害情報総括官の対象業務を拡大し、併せて機能の拡充を図ったものである。具体的には、消費者安全情報総括官の対象業務を「食の安全」から「消費者問題全般」に拡大するとともに、設置省庁を1府3省から1府6省1庁体制に拡大している。

## 沿革
2008年の食品危害情報総括官会議では、中国産毒ギョーザ問題などが取り上げられた。
2008年4月、ペットボトル飲料異物混入問題が発生したことから、内閣府特命担当大臣（国民生活担当）岸田文雄は食品危害情報総括官会議を緊急招集し、4月8日午前4時30分から対応策を協議した。

## 設置された中央省庁
- 内閣府
- 文部科学省
- 厚生労働省
- 農林水産省

## 体制
「食品危害情報総括官会議」は内閣府国民生活局に事務局が置かれ、内閣府国民生活局の局長がその事務を掌理した。

### 食品危害情報総括官会議
- 内閣府食品危害情報総括官
- 文部科学省食品危害情報総括官
- 厚生労働省食品危害情報総括官
- 農林水産省食品危害情報総括官

### 食品危害情報総括官会議幹事会
- 内閣府国民生活局消費者企画課課長
- 文部科学省スポーツ・青少年局学校健康教育課課長
- 厚生労働省医薬食品局食品安全部企画情報課課長
- 農林水産省消費・安全局消費・安全政策課食品安全危機管理官
- 食品安全委員会事務局情報・緊急時対応課課長